# 洪大用
洪大用（1967年9月—），男，汉族，安徽东至人。中华人民共和国社会学家、政治人物，中国共产党党员。社会学博士，博士生导师，教授。现任中共中央宣传部副部长。

## 生平

### 学术生涯
1985年至1989年，就读于中国人民大学历史学系，获历史学学士学位。1989年至1993年，就读于中国人民大学社会学系，获社会学硕士学位，后留校任教。1995年至1999年，于中国人民大学社会学系在职学习，获社会学博士学位，期间于1996年1月至5月在香港中文大学社会学系进修。2000年6月至9月，赴美国密歇根大学，在政治和社会研究大学间联盟进修。2006年2月6日至8月8日，再度赴美国密歇根大学社会工作学院访问进修。

### 中国人民大学
1993年4月至2003年7月，历任中国人民大学社会学系助教、讲师、副主任、副教授、教授，博士生导师。2003年3月起，出任中国人民大学社会与人口学院副院长、分党委书记。2006年10月，任中国人民大学研究生院副院长。2007年10月，任中国人民大学教务处处长。2014年5月14日，升任中国人民大学党委常委、副校长，兼创业学院院长，至2018年10月31日卸任。

### 进入政界
2018年5月，出任国务院学位委员会办公室副主任、教育部学位管理与研究生教育司司长。
2023年9月起，出任全国哲学社会科学工作办公室主任。2024年4月，升任中共中央宣传部副部长，继续兼任原职至同年11月。